# Civita (nome)
Civita  è un nome proprio di persona italiano femminile. 

## Varianti
- Composti: Maria Civita

## Origine e diffusione
Riflette il culto di "Maria Santissima della Civita", patrona di Itri (LT) ed è quindi particolarmente diffuso nel Lazio e anche nell'alto casertano. È spesso utilizzato unitamente al nome Maria.
Il termine "civita" deriva dalla parola latina civitas, città. 

## Onomastico
L'onomastico si festeggia in onore di Maria Santissima della Civita, commemorata il 21 luglio.